# Origny-en-Thiérache
 Origny-en-Thiérache  es una población y comuna francesa, en la región de Picardía, departamento de Aisne, en el distrito de Vervins y cantón de Hirson.

## Demografía
| 1892 | 1861 | 1717 | 1695 | 1557 | 1444 |
| Para los censos de 1962 a 1999 la población legal corresponde a la población sin duplicidades (Fuente: INSEE [Consultar]) |      |      |      |      |      |